# Loris Reggiani

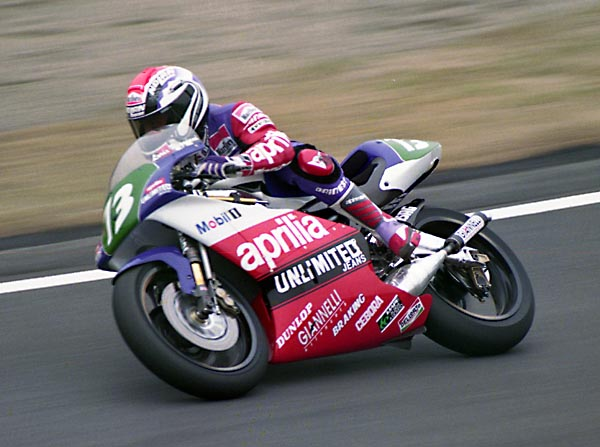
Loris Reggiani 1992 beim Großen Preis von Japan auf Aprilia

Loris Reggiani (* 7. Oktober 1959 in Forlì, Emilia-Romagna, Italien) ist ein ehemaliger italienischer Motorradrennfahrer.

## Karriere
Nach einigen erfolgreichen Jahren im Amateurrennsport debütierte Loris Reggiani beim Grand Prix der Nationen 1980 auf einer Bimota in der 350-cm³-Klasse in der Motorrad-Weltmeisterschaft. Noch in derselben Saison konnte er beim Grand Prix von Großbritannien auf Minarelli in der 125-cm³-Klasse seinen ersten Grand-Prix-Sieg feiern, im Gesamtklassement dieser Hubraumkategorie belegte er am Saisonende den sechsten Rang.
In der Saison 1981 gewann Reggiani auf Minarelli die 125-cm³-Rennen in Jugoslawien und San Marino und wurde hinter dem Spanier Ángel Nieto, der die WM überlegen gewann, Vizeweltmeister. Außerdem gewann er den Titel in der 125er-Kategorie der italienischen Meisterschaft.
1982 und 1983 startete Loris Reggiani auf Suzuki in der 500-cm³-Weltmeisterschaft. Dabei war er jedoch nur wenig erfolgreich, der dritte Platz beim Großen Preis von Deutschland 1983 auf dem Hockenheimring stellt sein bestes Resultat in diesen beiden Jahren dar. In der Saison 1984 nahm Reggiani auf Kawasaki an der 250er-WM teil, kam aber nur auf den 22. Gesamtrang.
Zur Saison 1985 wechselte Loris Reggiani dann zu Aprilia, die in diesem Jahr in der 250-cm³-Klasse ihr Debüt gaben. Der italienische Hersteller setzte vorerst noch Eigenbau-Chassis mit Rotax-Motoren ein. In Jugoslawien und San Marino konnte er mit dritten Plätzen seine besten Saisonresultate feiern und belegte im Endklassement einen starken sechsten Rang. Im folgenden Jahr konnte er aufgrund einer Verletzung nur bei sechs Rennen antreten.
In der Saison 1987 sorgte Reggiani dann mit seinem Sieg beim Großen Preis von San Marino in Misano für den ersten Grand-Prix-Sieg für Aprilia überhaupt und gleichzeitig den ersten Erfolg eines Italieners bei einem 250er-Rennen seit Graziano Rossi 1979. Mit vier weiteren Podestplätzen wurde Reggiani schließlich wiederum WM-Sechster.
Nach einem enttäuschenden 13. WM-Rang 1988, bestritt Loris Reggiani die Saison 1989 in der 250-cm³-Klasse auf Honda, kehrte aber nach dem elften Gesamtrang wieder zu Aprilia zurück, die mittlerweile auch ihre Motoren selbst entwickelten und bauten.
In den folgenden Jahren hatte er dann als Werksfahrer maßgeblichen Anteil an der Entwicklung der Aprilia RSV250, die später zum erfolgreichsten 250-cm³-Rennmotorrad der 1990er Jahre wurde. Reggiani gewann zwischen 1991 und 1993 sechs 250er-Grand-Prix und wurde 1992 hinter seinem Landsmann Luca Cadalora Vizeweltmeister. Die Früchte seiner harten Arbeit ernteten dann aber Max Biaggi, Loris Capirossi und Valentino Rossi, die zwischen 1994 und 1999 dem Hersteller aus Noale insgesamt sechs Fahrer-WM-Titel bescherten.
Zur Saison 1994 stieg Loris Reggiani mit Aprilia in die 500-cm³-Klasse auf. Die Italiener hatte eine komplett neue, sehr leichte und agile V2-Maschine mit nur 400 cm³ Hubraum entwickelt, mit der sie versuchen wollten, die japanische Konkurrenz und ihre Vierzylinder-Motorräder zu schlagen. Jedoch stellte sich bald heraus, dass der Leistungsnachteil der Aprilia gegenüber den 500-cm³-Maschinen zu groß und das Motorrad somit nicht konkurrenzfähig war. Nach dem zehnten WM-Rang beendete Loris Reggiani am Ende der Saison 1995 schließlich seine aktive Laufbahn.
Bei seinen 158 Starts in der Motorrad-WM gelangen Loris Reggiani acht Siege, 41 Podiumsplätze, fünf Pole-Positions, sowie acht Schnellste Rennrunden.
Heute kommentiert Loris Reggiani die Übertragungen der Motorrad-WM beim italienischen TV-Sender Italia 1.

## Erfolge
- 1981 – 125-cm³-Vizeweltmeister auf Minarelli
- 1981 – Italienischer 125-cm³-Meister auf Minarelli
- 1992 – 250-cm³-Vizeweltmeister auf Aprilia
- 8 Grand-Prix-Siege